# Михеєвка (Сєверний район)
Михе́євка (рос. Михеевка) — присілок у складі Сєверного району Оренбурзької області, Росія.

## Населення
Населення — 70 осіб (2010; 116 у 2002).
Національний склад (станом на 2002 рік):
- росіяни — 78 %